# Buḩayrat Maryūţ
Buḩayrat Maryūţ (engelska: Lake Mariout, arabiska: بحيرة مريوط) är en sjö i Egypten.   Den ligger i guvernementet Alexandria, i den norra delen av landet, 180 km nordväst om huvudstaden Kairo. Runt Buḩayrat Maryūţ är det i huvudsak tätbebyggt.